# Reelaboración tafonómica

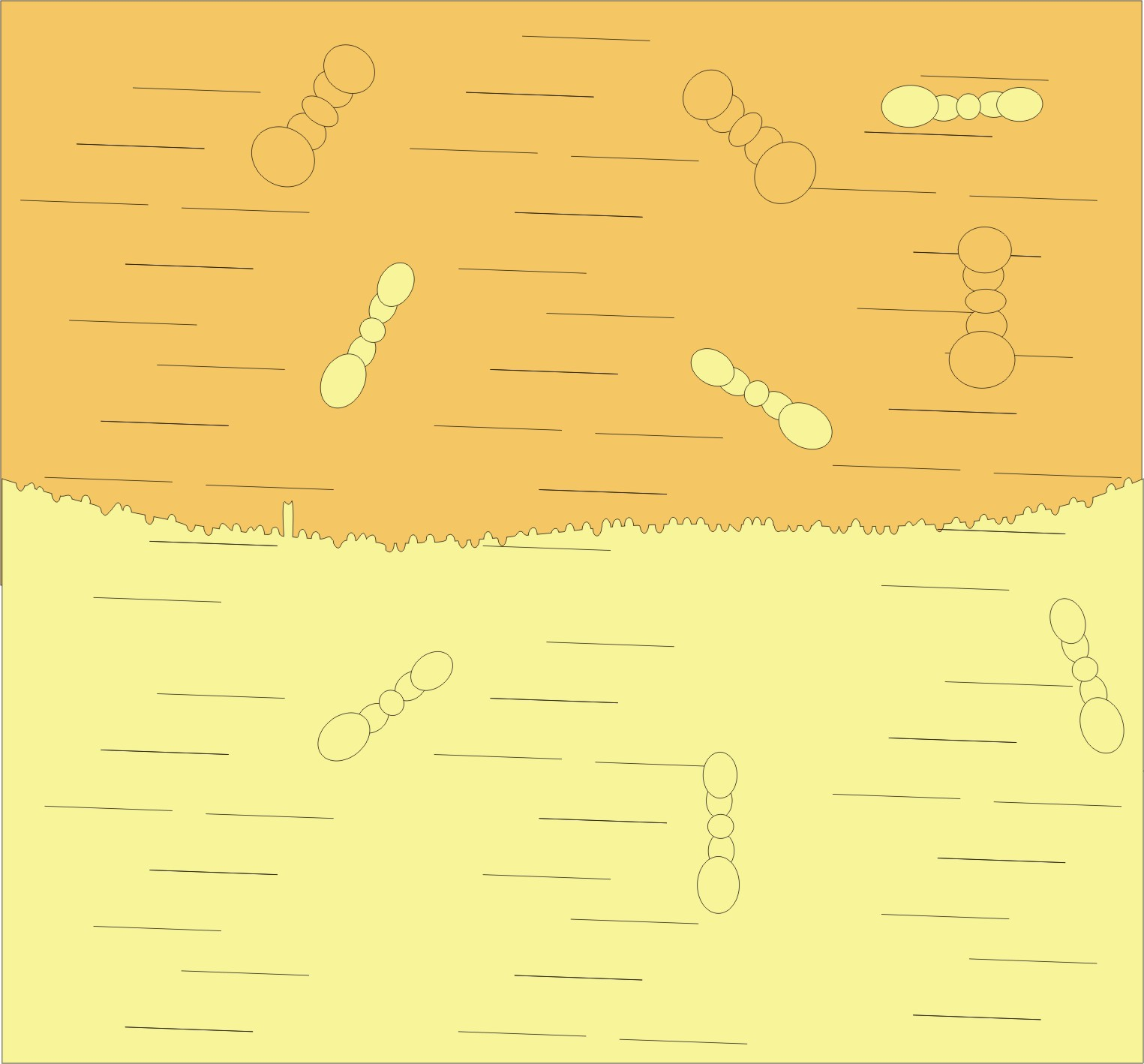
Gráfico que muestra a varios moldes internos de ammonites enterrados en el sedimento. Los fósiles de color amarillo que se encuentran englobados en el sedimento naranja han sufrido un proceso de reelaboración tafonómica. Los ammonites amarillos son más antiguos que los naranjas aunque se encuentren en el mismo estrato.

La reelaboración tafonómica es un proceso tafonómico, propio de la fase fosildiagenética, por el cual los restos fósiles sufren desenterramiento y desplazamiento, para volver a ser enterrados. Esto implica que se pueden encontrar fósiles en estratos de edad distinta a la edad del resto. A los fósiles que han sufrido este proceso se les denomina fósiles reelaborados.

## Criterios para reconocer la reelaboración
Existen varios criterios para determinar cuando un fósil es reelaborado:
- Diferencias en la estructura, textura y composición entre el molde interno y el sedimento que lo engloba.
- La presencia en moldes internos de varias generaciones de sedimentos separados por fases de cementación.
- Presencia de estructuras geopetales incongruentes o inversas.
- Presencia de facetas de desgaste en moldes internos.
- Presencia de bioerosión o restos de organismos colonizadores en moldes internos.